# Papas Fritas
Papas Fritas, également stylisé pApAs fritAs, est un groupe de rock indépendant américain, originaire du Massachusetts. Il est formé en 1992 et séparé en 2000.

## Biographie
Tony Goddess et Shivika Asthana se rencontrent au lycée, où ils jouent tous les deux dans la fanfare. À l'université, ils forment les Papas Fritas avec le bassiste Keith Gendell. Ils considèrent le groupe comme un loisir, qui leur permet de réaliser des démos auto-produites sur un magnétophone Tascam quatre pistes et de jouer sur le campus de l'université Tufts. En février 1994, le label Sunday Drivers Records réalise leur premier single, intitulé Friday Night, qui est diffusé sur les radios locales. Le nom du groupe peut se traduire par « frites » en espagnol mais est aussi un jeu de mots avec la phrase Pop has freed us (papa nous a libéré).
Le trio est repéré par le label Minty Fresh Records, qui édite leur single Passion Play/Lame to Be. Le groupe aménage un studio d'enregistrement 8-pistes à Somerville, qu'ils surnomment « Hi-Tech City ». L'année suivante, ils enregistrent un album intitulé Papas Fritas. Le disque est bien accueilli par la critique, notamment par le magazine musical Spin. Le groupe donne des concerts aux États-Unis et tourne en Europe avec les Flaming Lips. Helioself est enregistré dans une ancienne école de Gloucester et sort en avril 1997. Le groupe repart sur les routes et tourne notamment en compagnie des Cardigans. En 2000, pour promouvoir leur album Buildings and Grounds, ils se produisent aux États-Unis et en Europe avec deux musiciens supplémentaires, la claviériste Donna Coppola et le guitariste Chris Colthart.
Papas Fritas se sépare en 2003. La même année, leur label édite la compilation Pop Has Freed Us, qui comprend des titres inédits. La batteuse Shivika Asthana se marie et le bassiste Keith Gendell poursuit des études d'architecture, seul le chanteur et guitariste Tony Goddess poursuit une carrière artistique en solo. Alors que le groupe a mis un terme à sa carrière, leur titre Way You Walk est utilisé dans une campagne de publicité nationale et Questions figure sur la bande originale du film Dumb and Dumberer : Quand Harry rencontra Lloyd. Le trio se reforme brièvement en 2011 et repart en tournée en Europe.

## Style musical
Le style musical des Papas Fritas s'apparente à de la pop, influencée par la musique des années 1960, notamment les Beach Boys. Tony Goddess est le principal compositeur du groupe. Leurs morceaux sont interprétés par Goddess et la batteuse Shivika Asthana.

## Discographie

### Albums studio
- 1995 : Papas Fritas (Minty Fresh)
- 1997 : Helioself (Minty Fresh)
- 2000 : Buildings and Grounds (Minty Fresh)

### Compilation
- 2003 : Pop Has Freed Us (Minty Fresh)